# Ordem Militar de Avis
A Ordem Militar de São Bento de Avis é a mais antiga ordem honorífica Portuguesa, que herdou  o nome da Ordem de São Bento de Avis posteriormente à criação desta. É concedida para premiar altos serviços militares, pelo que está reservada exclusivamente a oficiais das Forças Armadas Portuguesas, da Guarda Nacional Republicana, e ainda às unidades, órgãos, estabelecimentos e corpos militares. O Grão-Mestre da Ordem é, tal como nas demais Ordens Honoríficas Portuguesas, por inerência o Presidente da República, cargo exercido desde 2016 pelo Presidente Marcelo Rebelo de Sousa. 

## História
Existem diversas lendas que tentam enquadrar a origem desta Ordem de forma mítica, mas que não têm sustentação em nenhuma documentação credível.  A origem da Ordem está conectada à Milícia de Évora, fundada por volta de 1175, com função defensiva da cidade de mesmo nome, e que estava submetida à regra beneditina. Em 1187 tornou-se parte da obediência da Ordem de Calatrava castelhana, posteriormente os freires mudaram-se para Avis, e é durante o reinado de Dinis I de Portugal que começa a ganhar autonomia.  
Com a subida ao trono do Mestre de Avis no séc. XIV a Ordem ficará indissociável da Coroa portuguesa, facto cimentado pela bula Praeclara Clarissimi do Papa Júlio III, a 30 de novembro de 1551. 
A Ordem foi extinta em 1910 mas voltou a ser restabelecida em 1917 como “Ordem Militar de Avis”, passando a ser outorgada pelo Presidente da República Portuguesa.

## Graus da Ordem
É composta pelos seis graus seguintes, em ordem decrescente de preeminência:
- Grande-Colar (GColA)
- Grã-Cruz (GCA)
- Grande-Oficial (GOA)
- Comendador (ComA)[nota 1]
- Oficial (OA)
- Cavaleiro (CvA) / Dama (DmA)

Tal como outras ordens portuguesas, o grau de Membro-Honorário (MHA) pode ser atribuído a instituições e localidades. Pelo Decreto-Lei n.º 55/2021, de 29 de junho, foi introduzido o grau de Grande-Colar (GColA).
Como Chanceler do Conselho das Antigas Ordens Militares, que inclui a Ordem Militar de Sant'Iago da Espada, foi nomeado em 2016 o antigo presidente da Assembleia da República Jaime Gama. Gama sucedeu ao Tenente-General Vasco Rocha Vieira, que exerceu as funções de Chanceler desde 2011.

## Grande-Colar
O Grande-Colar é o mais alto grau da Ordem Militar da Avis. É usado pelo Presidente da República enquanto Grão-Mestre da Ordem. Destina-se a ser outorgado a Chefes de Estado com altos feitos militares ou a personalidades excepcionalmente equiparadas a este estatuto.  

### Grão-Mestre
- Marcelo Rebelo de Sousa, Presidente da República (2016)

### Grandes-Colares Titulares
- General António Ramalho Eanes, 16.º Presidente da República (2025)

## Distinguidos
| Categorias da Wikipédia                     | Total de artigos |
| ------------------------------------------- | ---------------- |
| Grandes-Colares da Ordem Militar de Avis‎    | 1                |
| Grã-Cruzes da Ordem Militar de Avis‎         | 133              |
| Grandes-Oficiais da Ordem Militar de Avis‎   | 152              |
| Comendadores da Ordem Militar de Avis‎       | 221              |
| Oficiais da Ordem Militar de Avis‎           | 127              |
| Cavaleiros da Ordem Militar de Avis‎‎‎         | 99               |
| Membros-Honorários da Ordem Militar de Avis‎ | 29               |